# Eumerus sudanus
Eumerus sudanus är en tvåvingeart som först beskrevs av Charles Howard Curran 1938.  Eumerus sudanus ingår i släktet månblomflugor, och familjen blomflugor.
Artens utbredningsområde är Sudan. Inga underarter finns listade i Catalogue of Life.